# Nuevo Chalma
Nuevo Chalma är en ort i Mexiko.   Den ligger i kommunen Jalpan och delstaten Puebla, i den sydöstra delen av landet, 160 km nordost om huvudstaden Mexico City. Nuevo Chalma ligger 935 meter över havet och antalet invånare är 127.
Terrängen runt Nuevo Chalma är huvudsakligen kuperad. Nuevo Chalma ligger uppe på en höjd. Runt Nuevo Chalma är det ganska tätbefolkat, med 160 invånare per kvadratkilometer. Närmaste större samhälle är Xicotepec de Juárez, 17,5 km söder om Nuevo Chalma. Omgivningarna runt Nuevo Chalma är en mosaik av jordbruksmark och naturlig växtlighet.